# مسجد نور بالنغيبا
مسجد نور بالنغيبا (بالاندونيسية: Masjid Nur Balangnipa) هو واحد من أقدم المساجد في مقاطعة سولاوسي الجنوبية في إندونيسيا، المسجد يقع في منطقة شمال سنجاي التابعة لمدينة سنجاي، تأسس المسجد وبني في عام 1660 من قبل عدد من العرب الذين استقروا في بمانا بومبانوا التابعة لواجوا، والتي حتى الآن لم يتم تحديدها بشكل واضح، المسجد الحالي يبلغ قياسع 45 متر في 25 متر، يمكن أن تستوعب ما يصل إلى 2000 مصلي في وقت واحد، شهد مسجد نور بالنغيبا عدة تجديدات ولكنه لم يغير من شكله الأصلي.